# ムサ・コナテ (ムエタイ選手)
ムサ・コナテ（フランス語: Moussa Konaté、1978年5月16日 – ）は、フランスのムエタイ選手。元WAKO-PROムエタイ世界王座およびヨーロッパ王座。引退後はフランスのヴィリエ＝シュル＝マルヌに道場「KONATEAM」を設立し、指導者となった。

## ムエタイ経歴
コナテは2009年10月に Maxi Fight 1 でブルーノ・ビゴとWAKO-PROムエタイ世界王座を懸けて戦い、4ラウンドTKOで処理した。
またコナテは2011年4月に73kg級の大会「ガラ・インターナショナル・ド・ボックス・タイ」にも参加した。準々決勝ではフィリップ・サルモンを判定で破り、準決勝ではリュドヴィック・ミレをKOで下した。決勝はバカリ・トゥンカラにKO負けした。